# Jurij Dubinin (dyplomata)
Jurij Władimirowicz Dubinin (ros. Ю́рий Влади́мирович Дуби́нин, ur. 7 października 1930 w Nalczyku, zm. 20 grudnia 2013 w Moskwie) – radziecki i rosyjski polityk i dyplomata.

## Życiorys
Od 1954 członek KPZR, w 1954 ukończył Moskiewski Państwowy Instytut Stosunków Międzynarodowych Ministerstwa Spraw Zagranicznych ZSRR, później pracował w tym ministerstwie. W 1955 był praktykantem, później stażystą w Ambasadzie ZSRR we Francji, 1956–1959 pracownik Sekretariatu UNESCO w Paryżu, 1959–1963 sekretarz i pomocnik kierownika Wydziału I Europejskiego MSZ ZSRR. W latach 1963–1968 sekretarz i radca Ambasady ZSRR we Francji, 1968–1971 zastępca kierownika, a 1971–1978 kierownik Wydziału I Europejskiego MSZ ZSRR. Od 9 października 1978 do 24 kwietnia 1986 ambasador nadzwyczajny i pełnomocny ZSRR w Hiszpanii, w 1986 stały przedstawiciel ZSRR przy ONZ, od 19 maja 1986 do 15 maja 1990 ambasador nadzwyczajny i pełnomocny ZSRR w USA, 1990–1991 ambasador nadzwyczajny i pełnomocny ZSRR we Francji. W latach 1986–1990 członek Centralnej Komisji Rewizyjnej KPZR. W latach 1994–1999 wiceminister spraw zagranicznych Rosji. Pochowany na Cmentarzu Trojekurowskim w Moskwie.

## Odznaczenia
- Order Honoru
- Order Czerwonego Sztandaru Pracy (trzykrotnie – 1971, 1980 i 1988)
- Order Przyjaźni Narodów (1975)
- Order „Znak Honoru” (1967)
- Komandor Orderu Narodowego Zasługi (Francja)
- Order „Za zasługi” II klasy (Ukraina)